# Высшая лига КВН 2001
Сезон Высшей лиги КВН 2001 года — 15-й сезон с возрождения телевизионного КВН в 1986 году.
В 2001 году КВН отмечал своё 40-летие, и весь сезон было решено посвятить этому юбилею. Так же, как сезон 1996 года, он получил название «Сезон праздников».
В сезон изначально пригласили 15 команд, но позже уровень подготовки трёх команд был признан недостаточным, и им было предложено принять участие в качестве «гостей игры». Этими командами оказались «Казахстанский проект», ТГУ и «Харьковские менты». Только казахстанская команда смогла приехать на игру и сыграть не только приветствие, но и разминку. Тбилисская команда отказалась от участия, а харьковчане не смогли приехать из-за отказа спонсора. Очередным нововведением сезона была возможность добрать в четвертьфинал до двух команд, неудачно выступивших в играх 1/8-й финала. В последующих сезонах доборы уже станут неотъемлемой частью первых игр сезона, и иногда в них будут участвовать телезрители.
В сезоне Высшей лиги 2001 приняли участие 12 команд, среди них «Утомлённые солнцем» и «УЕздный город», успешно выступившие в сезоне 2000. На второй сезон вернулись чемпионы 1999 года, команда БГУ. После долгого отсутствия, в Высшей лиге снова появилась команда из Москвы. Также, в этом сезоне играла новая сибирская команда — «Сибирские сибиряки», объединившая КВНщиков разных команд — от уже отыгравших «ветеранов» из НГУ (Александр Пушной), «Детей лейтенанта Шмидта» (Григорий Малыгин, Пётр Винс, Дмитрий Никулин) и «Иркутских декабристов», до КВНщиков, которые появятся в Высшей лиге в последующих сезонах в составах команд «Левый берег» (Алексей Екс) и «МаксимуМ» (Михаил Башкатов, Андрей Минин).
Второй сезон подряд на полуфинальном этапе проиграли команды «УЕздный город» и «Дети лейтенанта Шмидта» (на этот раз в составе вышеупомянутых «Сибирских сибиряков»), а в финале встретились «Утомлённые солнцем» и БГУ. Сочинской команде вновь не удалось выиграть главную игру сезона, а минчане стали первыми чемпионами XXI века, а также последними, на данный момент, двукратными чемпионами Высшей лиги КВН.

## Состав
В сезон Высшей лиги 2001 были приглашены двенадцать команд:
1. Сборная Москвы «МАМИ» (Москва) — чемпионы Евролиги, выступали под названием «МАМИ»
2. Три толстяка (Хмельницкий) — полуфиналисты Открытой украинской лиги
3. ЧП (Минск) — чемпионы Открытой украинской лиги
4. Валеон Дассон (Пенза) — чемпионы Первой лиги
5. Сибирские сибиряки (Новосибирск) — сборная команд КВН Сибири
6. Ва-Банкъ (Луганск) — второй сезон в Высшей лиге
7. Сборная Владивостока (Владивосток) — второй сезон в Высшей лиге
8. 95-й квартал (Кривой Рог) — второй сезон в Высшей лиге, финалисты Открытой украинской лиги
9. УЕздный город (Магнитогорск — Челябинск) — второй сезон в Высшей лиге
10. Утомлённые солнцем (Сочи) — третий сезон в Высшей лиге
11. Четыре татарина (Казань) — второй сезон в Высшей лиге, финалисты Открытой украинской лиги
12. БГУ (Минск) — второй сезон в Высшей лиге

Чемпионом сезона второй раз стала команда КВН БГУ.

## Игры

### ⅛ финала
Первая ⅛ финала
- Дата игры: 2 марта
- Тема игры: Праздник открытий
- Команды: Валеон Дассон (Пенза), Три толстяка (Хмельницкий), УЕздный город (Магнитогорск — Челябинск), БГУ (Минск)
- Жюри: Леонид Ярмольник, Максим Галкин, Игорь Верник, Константин Эрнст, Антон Комолов, Юлий Гусман
- Конкурсы: Приветствие («Кто на новенького?»), Разминка («Открытие века»), Музыкальный конкурс («Ещё раз про любовь»)

| Команда       | Приветствие | Разминка | общий | Муз. конкурс | Итого |
| ------------- | ----------- | -------- | ----- | ------------ | ----- |
| Валеон Дассон | 3,6         | 3        | 6,6   | 4            | 10,6  |
| Три толстяка  | 3,6         | 3,3      | 6,9   | 3,8          | 10,7  |
| БГУ           | 5           | 4        | 9     | 5            | 14    |
| УЕздный город | 4,8         | 4,6      | 9,4   | 4,8          | 14,2  |

Результат игры:
1. УЕздный город
2. БГУ
3. Три толстяка
4. Валеон Дассон

- На разминке от команды «Три толстяка» прозвучал вопрос о таланте Дональда Дака, который открыл в себе фронтмен команды, Жора (Вадим Мичковский). Мичковскому пришлось несколько раз повторить вопрос, и спеть песню «В лесу родилась ёлочка» голосом утки.
- На этой игре БГУ показали музыкальный конкурс о репетиции концерта в честь Восьмого марта.
- «УЕздный город» на этой игре показали музыкальный конкурс о новой невесте Жени (номер с байкерами).
- В качестве гостей игры выступила команда КВН «Казахстанский проект» (Алматы — Караганда). Она сыграла приветствие и поучаствовала в разминке.

Вторая ⅛ финала
- Дата игры: 17 марта
- Тема игры: Праздник новостей
- Команды: Ва-Банкъ (Луганск), Сборная Владивостока (Владивосток), 95-й квартал (Кривой Рог), Сибирские сибиряки (Новосибирск)
- Жюри: Леонид Ярмольник, Сергей Шолохов, Игорь Верник, Константин Эрнст, Леонид Парфёнов, Юлий Гусман
- Конкурсы: Приветствие («А что у вас?»), Разминка («Новости и комментарии»), Музыкальный конкурс («Новое время — новые песни»)

| Команда              | Приветствие | Разминка | общий | Муз. конкурс | Итого |
| -------------------- | ----------- | -------- | ----- | ------------ | ----- |
| Ва-Банкъ             | 3,8         | 3,6      | 7,4   | 4            | 11,4  |
| Сборная Владивостока | 4,3         | 4,3      | 8,6   | 4,3          | 12,9  |
| 95-й квартал         | 4,8         | 3,3      | 8,1   | 4,1          | 12,2  |
| Сибирские сибиряки   | 5           | 3,6      | 8,6   | 4,8          | 13,4  |

Результат игры:
1. Сибирские сибиряки
2. Сборная Владивостока
3. 95-й квартал
4. Ва-Банкъ

- На этой игре Владивосток показал музыкальный конкурс «Новые гардемарины».
- «Сибирские сибиряки» на этой игре показали музыкальный конкурс об открытии сезона КВН в селе Ангасолка.

Третья ⅛ финала
- Дата игры: 31 марта
- Тема игры: Праздник непослушания
- Команды: МАМИ (Москва), ЧП (Минск), Четыре татарина (Казань), Утомлённые солнцем (Сочи)
- Жюри: Андрей Макаревич, Александр Стриженов, Игорь Угольников, Леонид Парфёнов, Юлий Гусман
- Конкурсы: Приветствие («Праздник непослушания»), Разминка («Желание пошутить»), Музыкальный конкурс («Озорные частушки»)

| Команда            | Приветствие | Разминка | общий | Муз. конкурс | Итого |
| ------------------ | ----------- | -------- | ----- | ------------ | ----- |
| МАМИ               | 4,8         | 4,6      | 9,4   | 5            | 14,4  |
| Четыре татарина    | 4,4         | 4        | 8,4   | 4,8          | 13,2  |
| ЧП                 | 4,4         | 5,4      | 9,8   | 5            | 14,8  |
| Утомлённые солнцем | 4,8         | 4,2      | 9     | 5            | 14    |

Результат игры:
1. ЧП
2. МАМИ
3. Утомлённые солнцем
4. Четыре татарина

- Финалисты Высшей лиги «Утомлённые солнцем» (2000) и «Четыре татарина» (1998) проиграли дебютантам.
- На этой игре МАМИ показали музыкальный конкурс про панков.

По окончании третьей 1/8-й финала члены жюри добрали в четвертьфинал проигравших в этой игре — команды Утомлённые солнцем и Четыре татарина.

### Четвертьфиналы
Первый четвертьфинал
Дата игры: 19 мая
- Тема игры: Праздник студентов
- Команды: Четыре татарина (Казань), МАМИ (Москва), БГУ (Минск), УЕздный город (Магнитогорск — Челябинск)
- Жюри: Андрей Макаревич, Максим Галкин, Леонид Ярмольник, Константин Эрнст, Антон Комолов, Юлий Гусман
- Конкурсы: Приветствие («День открытых дверей»), Разминка («Экзамен»), Музыкальный конкурс («Вспоминайте иногда вашего студента»)

| Команда         | Приветствие | Разминка | общий | Муз. конкурс | Итого |
| --------------- | ----------- | -------- | ----- | ------------ | ----- |
| МАМИ            | 4,1         | 4,1      | 8,2   | 3,5          | 11,7  |
| Четыре татарина | 4,1         | 3,8      | 7,9   | 4,1          | 12    |
| УЕздный город   | 4,8         | 4,3      | 9,1   | 4            | 13,1  |
| БГУ             | 5           | 5        | 10    | 4,8          | 14,8  |

Результат игры:
1. БГУ
2. УЕздный город
3. Четыре татарина
4. МАМИ

- На этой игре БГУ показали музыкальный конкурс «Общага».

Второй четвертьфинал
Дата игры: 31 мая
- Тема игры: Праздник солнца
- Команды: Утомлённые солнцем (Сочи), Сборная Владивостока (Владивосток), ЧП (Минск), Сибирские сибиряки (Новосибирск)
- Жюри: Максим Галкин, Леонид Парфёнов, Леонид Ярмольник, Константин Эрнст, Антон Комолов, Юлий Гусман
- Конкурсы: Приветствие («Я на солнышке лежу»), Разминка («И на солнце есть пятна»), Музыкальный конкурс («Пусть всегда будет солнце!»)

| Команда              | Приветствие | Разминка | общий | Муз. конкурс | Итого |
| -------------------- | ----------- | -------- | ----- | ------------ | ----- |
| Сибирские сибиряки   | 4,3         | 5        | 9,3   | 4,5          | 13,8  |
| Сборная Владивостока | 4,1         | 4,3      | 8,4   | 4            | 12,4  |
| ЧП                   | 4,3         | 4,3      | 8,6   | 3,6          | 12,2  |
| Утомлённые солнцем   | 4,6         | 4,8      | 9,4   | 5            | 14,4  |

Результат игры:
1. Утомлённые солнцем
2. Сибирские сибиряки
3. Сборная Владивостока
4. ЧП

- Почётным гостем этой игры был Леонид Филатов.
- Музыкальный конкурс «Сибирских сибиряков» был посвящён фильму «Белое солнце пустыни». В этом конкурсе «Сибиряки» показали пародию на группу «Pink Floyd» с песней «Shine On You Crazy Diamond».
- В музыкальном конкурсе «Утомлённые солнцем» показали номер про хор имени Григория Старостюка, который играет на похоронах.

### Полуфиналы
Первый полуфинал
Дата игры: 13 октября
- Тема игры: Праздник телевидения
- Команды: УЕздный город (Магнитогорск — Челябинск), Утомлённые солнцем (Сочи)
- Жюри: Валдис Пельш, Игорь Угольников, Леонид Ярмольник, Константин Эрнст, Антон Комолов, Юлий Гусман
- Конкурсы: Приветствие («В эфире команда…»), Разминка («Ток-шоу»), СТЭМ («Профилактика на канале»), Капитанский конкурс («Телемост»), Музыкальное домашнее задание («Программа передач на завтра»)

| Команда            | Приветствие | Разминка | общий | СТЭМ | общий | Капитанский | общий | МДЗ | Итого |
| ------------------ | ----------- | -------- | ----- | ---- | ----- | ----------- | ----- | --- | ----- |
| Утомлённые солнцем | 5           | 3,7      | 8,7   | 5    | 13,7  | 3,5         | 17,2  | 6,8 | 24    |
| УЕздный город      | 4,3         | 4,7      | 9     | 4,5  | 13,5  | 3,5         | 17    | 6,3 | 23,3  |

Результат игры:
1. Утомлённые солнцем
2. УЕздный город

- «Утомлённые солнцем» и «УЕздный город» встретились в полуфинале второй сезон подряд, оба раза выиграли сочинцы.
- Капитанский конкурс играли Руслан Хачмамук («Утомлённые солнцем») и Евгений Никишин («УЕздный город»). Никишин прочитал «монолог Бэдмена» (от английского «Bed» — кровать).
- В своём домашнем задании «УЕздный город» показали пародию на шоу «Слабое звено».
- На этой игре «Утомлённые солнцем» показали СТЭМ про вышибалу в библиотеке. Фраза Михаила Галустяна «Потому, что тишина должна быть в библиотеке» стала крылатой.
- «Утомлённые солнцем» в домашнем задании показали пародии на различные телепрограммы, среди них была и пародия на программу «Умницы и умники».

Второй полуфинал
Дата игры: 20 октября
- Тема игры: Праздник телевидения
- Команды: Сибирские сибиряки (Новосибирск), БГУ (Минск)
- Жюри: Игорь Угольников, Андрей Макаревич, Леонид Ярмольник, Константин Эрнст, Игорь Верник, Антон Комолов, Юлий Гусман
- Конкурсы: Приветствие («Алло, мы ищем таланты!»), Разминка («Что? Где? Когда?»), СТЭМ («А ну-ка, девушки!» («Сиб. Сибы»), «А ну-ка, парни!» (БГУ)), Капитанский конкурс («Трамвай „Желание“»), Музыкальное домашнее задание («Проект 2001»)

| Команда            | Приветствие | Разминка | общий | СТЭМ | общий | Капитанский | общий | МДЗ | Итого |
| ------------------ | ----------- | -------- | ----- | ---- | ----- | ----------- | ----- | --- | ----- |
| БГУ                | 4,7         | 4,5      | 9,2   | 3,5  | 12,7  | 4           | 16,7  | 7   | 23,7  |
| Сибирские сибиряки | 3,7         | 4,4      | 8,1   | 4,1  | 12,2  | 3,1         | 15,3  | 5,8 | 21,1  |

Результат игры:
1. БГУ
2. Сибирские сибиряки

- В начале игры Масляков поздравил Белорусский государственный университет с 80-летием.
- Капитанский конкурс играли Виталий Шляппо (БГУ) и Григорий Малыгин («Сибиряки»).
- На этой игре БГУ показали домашнее задание «Хамовники ТВ».
- В конце этой игры члены жюри поздравили Маслякова с его 60-летием.

### Финал
Дата игры: 15 декабря
- Тема игры: Просто праздник какой-то!
- Команды: Утомлённые солнцем (Сочи), БГУ (Минск)
- Жюри: Игорь Угольников, Пётр Авен, Леонид Ярмольник, Константин Эрнст, Сергей Шойгу, Андрей Макаревич, Антон Комолов
- Конкурсы: Приветствие («Говорят, под Новый год…»), Разминка («С чем я Вас и поздравляю!»), СТЭМ («Гулять, так гулять!»), Капитанский конкурс («Праздничные тосты»), Музыкальное домашнее задание («Праздник, который всегда с тобой»)

| Команда            | Приветствие | Разминка | общий | СТЭМ | общий | Капитанский | общий | МДЗ | Итого |
| ------------------ | ----------- | -------- | ----- | ---- | ----- | ----------- | ----- | --- | ----- |
| Утомлённые солнцем | 4,8         | 5        | 9,8   | 4,8  | 14,6  | 3           | 17,6  | 6,5 | 24,1  |
| БГУ                | 5           | 4,4      | 9,4   | 4,2  | 13,6  | 3,8         | 17,4  | 7   | 24,4  |

Результат игры:
1. БГУ
2. Утомлённые солнцем

БГУ стали чемпионами Высшей лиги сезона 2001.
- Это последний на данный момент финал Высшей лиги с участием двух команд. Во всех последующих сезонах до финала доходили как минимум три команды, а начиная с сезона 2007 года в финале играют от четырёх до шести команд.
- На данный момент, БГУ — последний двукратный чемпион Высшей лиги.
- Команда БГУ стала первым чемпионом Клуба XXI века, а также единственной командой, ставшей чемпионом как в XX, так и в XXI веке.
- Капитанский конкурс играли Руслан Хачмамук («Утомлённые солнцем») и Виталий Шляппо (БГУ).
- На этой игре БГУ показали СТЭМ о первом рабочем дне года, а «Утомлённые солнцем» — новогоднюю сказку, в которой лишних персонажей отстреливали (по правилам СТЭМа).
- БГУ закончили игру домашним заданием про Валерку, который решил собрать на Новый год всех друзей.
- Это последний сезон Высшей лиги, в котором чемпиону вручали кубок. Начиная с 2002 года, командам, занявшим три первых места, вручают медали.

## Члены жюри
В сезоне 2001 игры Высшей лиги КВН судили 14 человек.
7 игр
- Юлий Гусман
- Константин Эрнст
- Леонид Ярмольник

6 игр
- Антон Комолов

4 игры
- Андрей Макаревич
- Игорь Угольников

3 игры
- Игорь Верник
- Максим Галкин
- Леонид Парфёнов

1 игра
- Пётр Авен
- Валдис Пельш
- Александр Стриженов
- Сергей Шойгу
- Сергей Шолохов

## Видео
- Первая 1/8-я финала
- Вторая 1/8-я финала Архивная копия от 8 декабря 2019 на Wayback Machine
- Третья 1/8-я финала
- Первый четвертьфинал
- Второй четвертьфинал
- Первый полуфинал
- Второй полуфинал
- Финал